# Parc naturel national de Khotyn
Le parc national de Khotyn  (en ukrainien : Хотинський національний природний парк) est un  parc national de l'oblast de Tchernivtsi, dans l'ouest de l'Ukraine. Créé en 1979, il occupe une superficie de 12 ha au nord du village de Nagoryani, autour de la forteresse de Khotin.

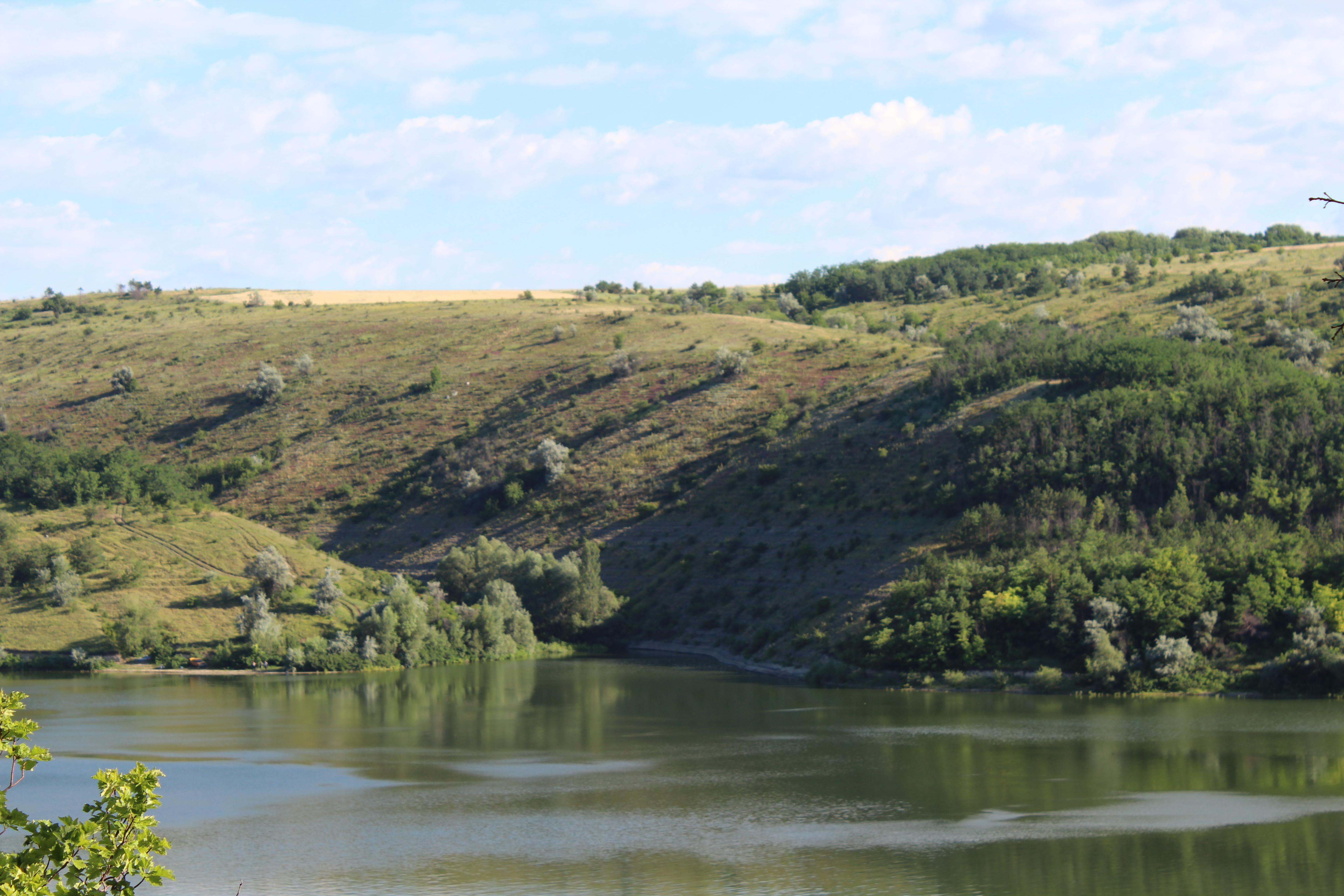
.
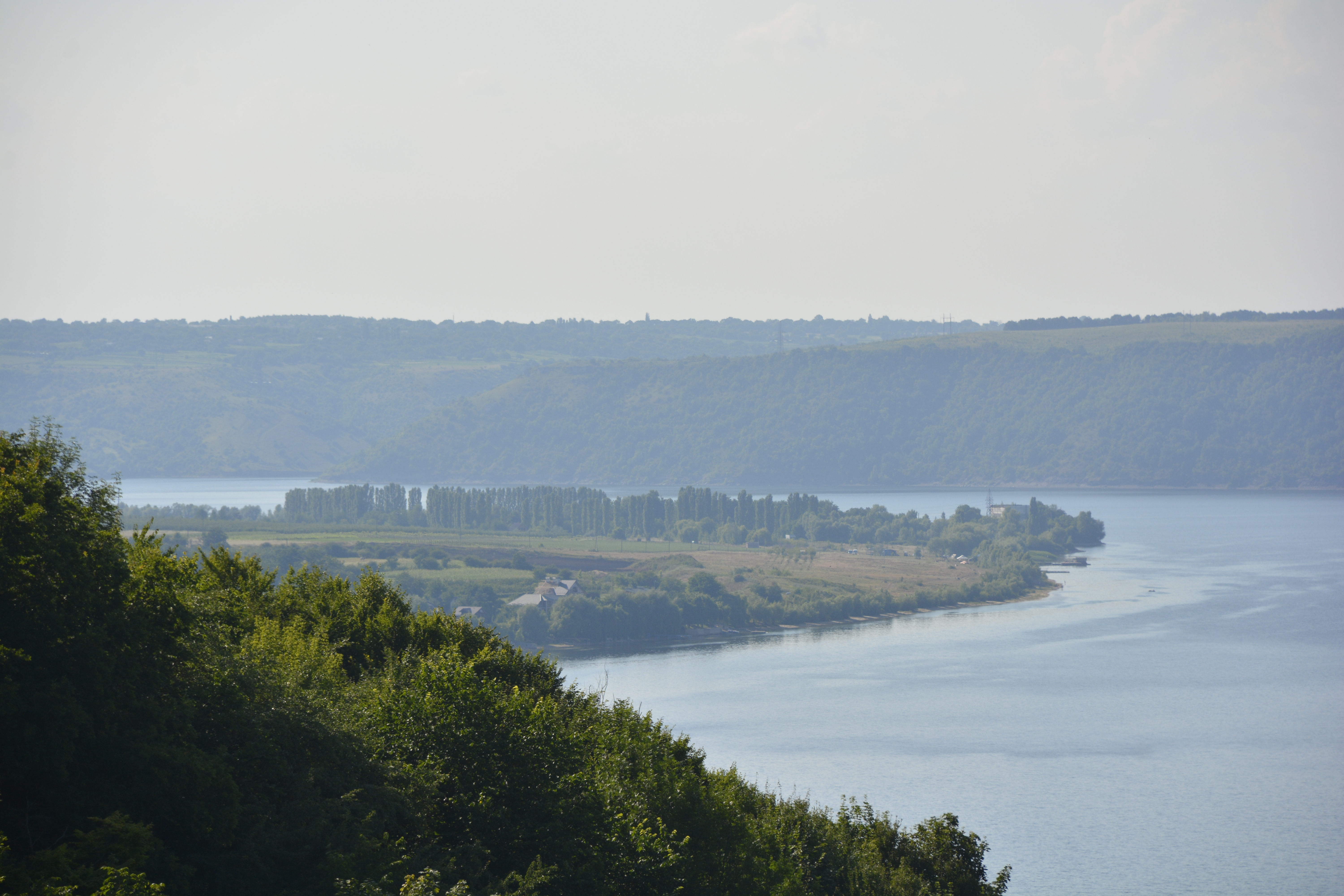
le réserve Neporotove, Registre national des monuments immeubles d'Ukraine[1].

## Collines coniques
Les collines coniques sont des vestiges calcaires érosifs, une partie de la crête de Tovtrova. Elles sont situées le long de la rive droite escarpée du Dniestr, qui forme ici un méandre de forme ovale profondément découpé. Les collines ont la forme de cônes avec des formations rocheuses et s'élèvent de 5 à 35 m au-dessus de la zone environnante. Elles constituent le lieu de croissance d'une végétation lithophytique rare.